# Кущ, Михаил Матвеевич
Михаил Матвеевич Кущ (23 ноября 1912, село Больше-Изюм, Кокчетавский уезд, Акмолинская область, Туркестанский край, Российская империя — 19 июня 1997, Кокчетав, Казахстан) — хозяйственный и партийный советский деятель, первый секретарь Чистопольского райкома Компартии Казахстана, Кокчетавская область, Казахская ССР. Герой Социалистического Труда (1957).

## Биография
Родился в 1912 году в крестьянской семье в селе Больше-Изюм (сегодня — Большой Изюм) Кокчетавского уезда. С раннего возраста трудился в сельском хозяйстве. С 1929 года — рядовой колхозник колхоза «Красный Октябрь» Кокчетавского района с усадьбой в родном селе. С 1931 по 1938 года — счетовод в этом же колхозе. Получил неполное высшее образование. С января 1938 года — управляющий делами Красноармейского райкома партии. В апреле 1939 года вступил в ВКП(б).
В марте 1939 года избран председателем колхоза «Красный Октябрь» Кокчетавского райкома. С октября 1939 по март 1944 года — заведующий организационным отделом и секретарь по кадрам Красноармейского райкома партии. Окончил партийные курсы при ЦК Компартии Казахстана. С марта 1944 года — второй секретарь Кокчетавского райкома партии. С 1952 по 1954 года обучался в Республиканской партийной школе в Алма-Ате.
С 1954 года — второй секретарь Рузаевского райкома партии. С ноября 1955 года — первый секретарь Чистопольского райкома партии.
Будучи первым секретарём, занимался организационными работами по освоению целины и залежных земель, строительством социальных и промышленных объектов в Чистопольском районе (сегодня — район имени Габита Мусрепова). В результате его деятельности сельскохозяйственные предприятия района увеличили посевные площади на 37785 гектаров. В 1956 году сельскохозяйственные предприятия Чистопольского района собрали более 19 миллионов пудов зерновых, превысив прошлогодние показатели в три раза. Колхозы в этом году в собрали по среднем с каждого гектара по 15,8 центнеров зерновых и совхозы — по 14,4 центнера с каждого гектара. Государству было сдано более 15 миллионов пудов зерновых. В целом по району план по сбору зерновых был выполнен на 190 %. В 1956 году в районе было построено 726 объектов социальной и промышленной инфраструктуры, в том числе 11 общежитий, 3 клуба, 2 школы, 3 бани, 3 хлебопекарни и 5 овощехранилищ. В районном центре Чистополье было построено 100 жилых домов, в других населённых пунктах района — 396 жилых индивидуальных домов. За достигнутые успехи в 1956 году Чистопольский район был награждён переходящим Красным знаменем ЦК Компартии Казахстана и Совета министров Казахской ССР.
Указом Президиума Верховного Совета СССР от 11 января 1957 года удостоен звания Героя Социалистического Труда за «особо выдающиеся успехи, достигнутые в работе по освоению целинных и залежных земель, и получение высокого урожая» с вручением ордена Ленина и золотой медали «Серп и Молот» (№ 7230).
С декабря 1958 по февраль 1964 года — заведующий отделом переселения исполкома Кокчетавского областного Совета депутатов трудящихся. С февраля 1964 года — директор совхоза «Октябрьский» Кокчетавского района.
После выхода на пенсию в 1972 года проживал в Кокчетаве. Умер в июне 1997 года. Похоронен на кладбище родного села Большой Изюм.
Награды
- Герой Социалистического Труда
- Орден Ленина
- Орден Красной Звезды (16.11.1945)
- Орден «Знак Почёта» (08.04.1971)
- Медаль «За доблестный труд в Великой Отечественной войне 1941—1945 гг.» (09.05.1945)
- Медаль «За освоение целинных земель»